# Franz-Kafka-Preis (Klosterneuburg)
Der Franz-Kafka-Preis ist ein nach Franz Kafka benannter Literaturpreis, der von 1979 bis 2001 alle zwei Jahre von der Stadt Klosterneuburg und von der Österreichischen Franz-Kafka-Gesellschaft verliehen wurde. Anlässlich Kafkas 100. Todestages wurde der Preis 2024 erstmals wieder verliehen. Der Preis ist insgesamt mit 15.000 Euro dotiert, davon entfallen 10.000 Euro auf den Hauptpreis und 5.000 Euro auf den Odradek-Preis.
Seit 2001 verleiht die Franz-Kafka-Gesellschaft in Prag den gleichnamigen Franz-Kafka-Preis (Cena Franze Kafky).

## Preisträger
- 1979: Peter Handke
- 1981: Elias Canetti
- 1983: Ilse Aichinger
- 1985: Herbert Eisenreich
- 1987: Sławomir Mrożek
- 1989: Libuše Moníková
- 1991: Stanisław Lem
- 1993: Peter Rosei
- 1995: Christoph Ransmayr
- 1997: Gert Jonke
- 1999: Herta Müller
- 2001: Marianne Fritz
- 2024: Josef Winkler (Hauptpreis), Radka Denemarková (Odradek-Preis)[3]